# Ukraina phản công 2023

Bản đồ chiến sự Ukraina vào thời điểm ngày 4 tháng 6 năm 2023, các điểm chấm màu đỏ là những nơi đang diễn ra giao tranh

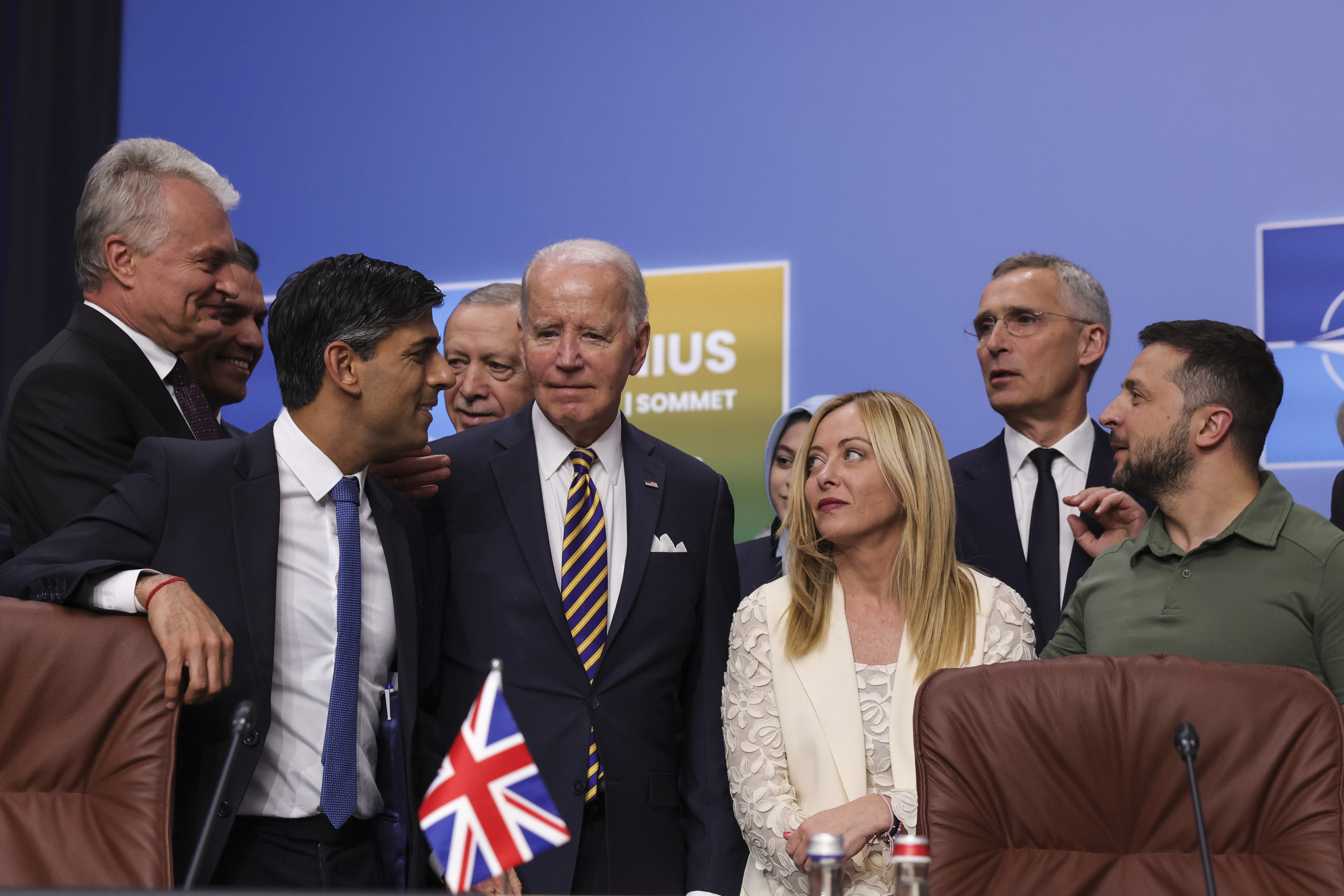
Các nước phương Tây tại Hội nghị thượng đỉnh Vilnius của NATO, trong đó việc bàn luận về cuộc phản công chống lại Nga là một chủ đề của cả khối

Cuộc phản công của Ukraina năm 2023 (Ukrainian counteroffensive) chính thức diễn ra vào ngày 4 tháng 6 năm 2023. Trong chiến dịch phản công này, phía Ukraina đã phát động một cuộc tấn công ồ ạt trên diện rộng và quy mô lớn nhắm vào các lực lượng Nga đang chiếm đóng lãnh thổ với mục tiêu lâu dài là chọc thủng tiền tuyến kéo dài hàng trăm cây số. Những nỗ lực tấn công dồn dập không biết mệt mỏi đã được triển khai thực hiện theo nhiều hướng, đặc biệt là ở Donetsk (Đô-nhét) với Zaporizhzhia (Za-pô-ri-zi-a) và diễn biến trên những nơi khác. Cuộc phản công này được nhiều người coi là một thời khắc quan trọng trong cuộc chiến, dù có cảnh báo rằng cuộc phản công sẽ kéo dài và thương vong lớn. Một quan chức Anh cho rằng rằng mục đích cuộc phản công của Ukraina là "cô lập, kéo căng và tấn công" các tuyến phòng thủ của Nga, nhưng cũng thừa nhận các bãi mìn của Nga nguy hiểm hơn dự kiến.
Cuộc phản công của Ukraina được so sánh với cuộc đổ bộ Normandy với chiến dịch được coi là thời khắc then chốt trong trận chiến này sẽ ảnh hưởng đến chiến cuộc cuối cùng. Thắng lợi trong cuộc phản công sẽ chứng minh rõ ràng rằng những viện trợ quân sự của phương Tây cho Ukraina là đáng tiền và rằng một chiến thắng toàn diện của Ukraine là điều hoàn toàn có thể, việc này sẽ khuyến khích phương Tây viện trợ quân sự nhiều hơn nữa. Hai mục tiêu chiến quả tối yếu là việc quân đội Ukraina tái chiếm lại các vùng lãnh thổ do Nga chiếm đóng và/hoặc làm suy yếu quân đội Nga. Tùy thuộc vào các mục tiêu cụ thể của cuộc phản công, một chiến thắng có thể làm suy yếu vị thế chiến lược của Nga trong cuộc chiến, đồng thời bảo đảm rằng Ukraina sẽ nhận được sự đảm bảo an ninh lâu dài từ phương Tây. Tổng thống Zelensky cũng mong muốn đem lại một chiến quả to lớn như một món quà dành cho các nước phương Tây trước thềm Hội nghị thượng đỉnh Vilnius 2023 của NATO.
Đến ngày 12 tháng 7 năm 2023, phía Ukraina tuyên bố đã thu hồi được 162 km² (63 dặm vuông). Viện nghiên cứu chiến tranh ISW ước tính diện tích thu hồi thêm là 253 km² (98 dặm vuông) và diện tích trước đó của Nga kể từ ngày 01 tháng 01 năm 2023 là 282 km². Vào ngày 17 tháng 7 năm 2023, Thứ trưởng Quốc phòng Ukraina Hanna Maliar đã viết trên Telegram rằng Ukraina đã chiếm lại 18 km² (7 dặm vuông) trong tuần giao tranh cuối cùng nâng tổng diện tích thu hồi lên 210 km² (81 dặm vuông) kể từ khi cuộc phản công bắt đầu. Theo Bộ Quốc phòng Anh thì các lực lượng Nga đang lo sợ và hối hả củng cố Crimea bao gồm một khu vực phòng thủ rộng lớn có chiều dài lên đến 9 km, cách thị trấn Armyansk khoảng 3,5 km về phía bắc trên cây cầu đất hẹp nối Crimea với vùng Kherson. Trong một bài phát biểu trước Quốc hội, Bộ trưởng Quốc phòng Vương quốc Anh Ben Wallace cho rằng Ukraina đã chiếm được 300 km² lãnh thổ, hơn cả những gì Nga đạt được trong cả cuộc tấn công mùa đông. ISW cho rằng các lực lượng Ukraina đã chiếm lại khoảng 253 km² lãnh thổ, trong khi đó, các lực lượng Nga chỉ chiếm được tổng cộng 282 km² trong toàn bộ chiến trường kể từ ngày mồng một tháng Giêng. Do đó chỉ trong 5 tuần, các lực lượng Ukraina đã giải phóng gần bằng số lượng lãnh thổ mà các lực lượng Nga đã chiếm được trong hơn 6 tháng. Đến tháng 12 năm 2023, cuộc phản công này đã bị nhiều phương tiện truyền thông quốc tế xem như bị đình trệ hoặc là sự thất bại.

## Bối cảnh

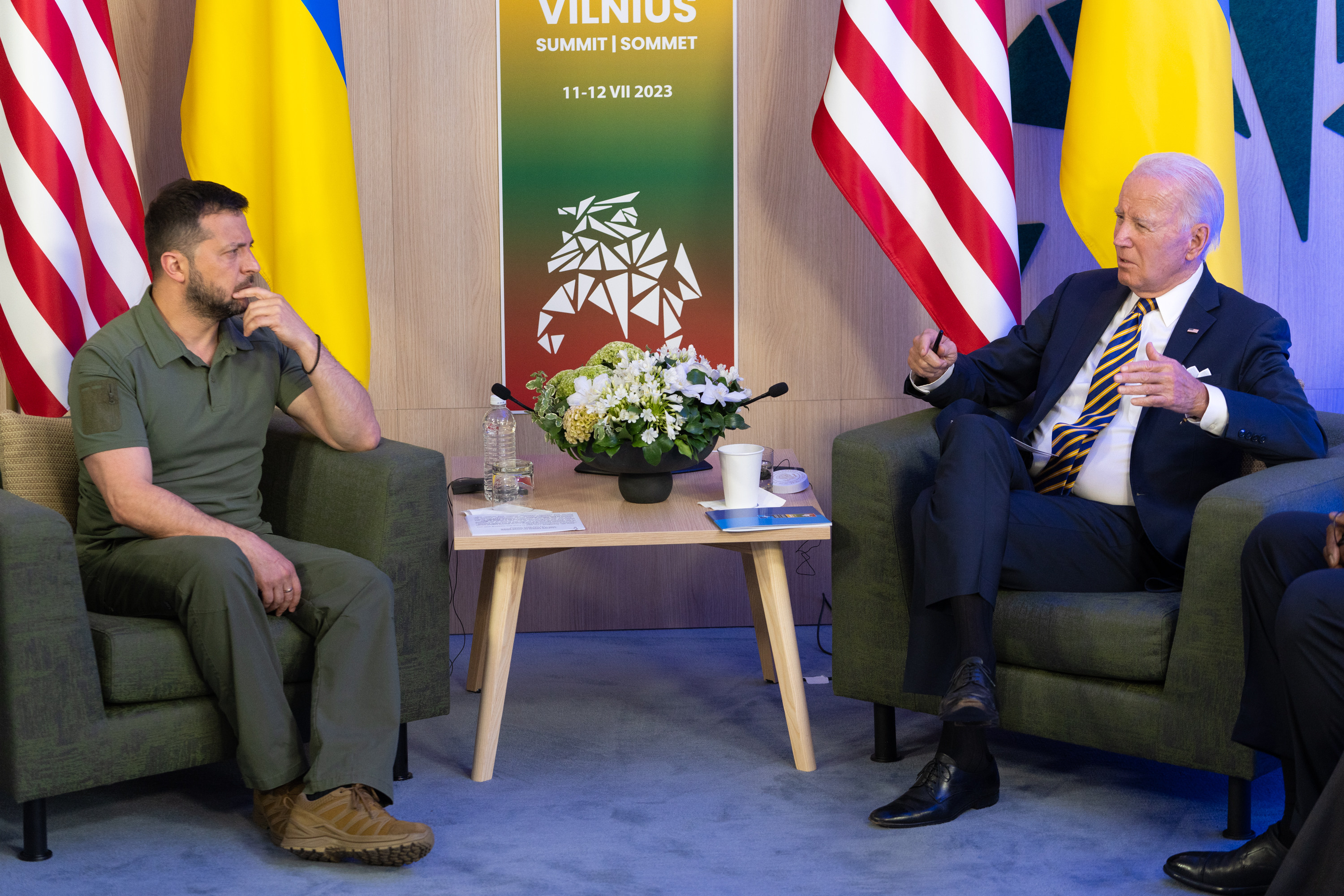
Tổng thống Mỹ Biden và Tổng thống Zelensky hội đàm năm 2023

Sau những cuộc phản công dành thắng lợi vang dội ở cuộc phản công Kherson năm 2022 và Cuộc phản công Kharkov năm 2022 cùng diễn ra vào thời điểm cuối năm 2022, giao tranh trên tiền tuyến phần lớn bị đình trệ, giao tranh chủ yếu tập trung xung quanh thành phố Bakhmut trong nửa đầu năm 2023 nơi phía Nga đã chiếm đóng nhưng Ukraina chưa công nhận bị mất. Đến tháng 2 năm 2023, các quan chức Ukraine và phương Tây bắt đầu thảo luận về kế hoạch cho một cuộc phản công tiềm năng vào mùa xuân, trong khi quân đội Ukraina đang được NATO huấn luyện quân sự và cung cấp đầy đủ các thiết bị của phương Tây, chủ yếu là xe tăng M1 Abrams và Leopard 2. Những tháng sau đó, Ukraina đã bắt đầu chuẩn bị cho một cuộc phản công được dự đoán trước và sẽ không thông báo rõ ràng khi nào cuộc phản công sẽ bắt đầu. Phía bên kia chiến tuyến, thì các công sự của Nga ở Ukraina đã được Trung tâm Nghiên cứu Chiến lược và Quốc tế (CSIS) mô tả là "công trình phòng thủ quy mô nhất ở châu Âu". Việc xây dựng để tạo cơ sở hạ tầng quân sự đã bắt đầu vào đầu tháng 11 năm 2022 nhằm cũng cố thủ hàng thủ quân đội Nga trong lãnh thổ Ukraina. Đến tháng 4 năm 2023, Nga đã xây dựng đường phòng thủ dài đến 800 cây số để chuẩn bị nghênh đón cuộc phản công của Ukraina.

## Diễn biến
Sau khi phía Ukraina tuyên bố phản công, chiến sự diễn ra ác liệt và dồn dập với những điểm nóng giao tranh giành giật tại các mặt trận, chiến tuyết, điểm giao tranh đã được ghi nhận lại như:
- Ở hướng Bakhmut[33]: Các trận giao tranh diễn ra tại Berkhivka (Bê-kíp-ka) và Yahidne (Ya-hi-nê)[34], Andriivka (An-dríp-ka), đặc biệt là những trận giao tranh khốc liệt tại cứ điểm quan trọng là ngôi làng Klishchiivka (Kờ-lít-chít-ka)[35], rồi làng Ivanivske (I-van-nép-xkê), làng Zaliznianske (Za-li-ni-an-xkê). Vào ngày 23 tháng 7 năm 2023, các nguồn tin của Nga tuyên bố rằng các lực lượng Ukraina đã tiến vào ranh giới hành chính của Khromove (Kờ-rô-mô-vê) và đang có giao tranh ác liệt trong khu định cư này[36].
- Ở hướng Avdiivka–Donetsk: Các trận giao tranh diễn ra tại Avdiivka (Áp-đíp-ka)[37], xung quanh Vuhledar (Vu-lê-đa)[38]. Vào ngày 24 tháng 6 năm 2023, một quan chức Ukraina loan báo rằng các lực lượng Ukraine đã giải phóng lãnh thổ 5 km gần Krasnohorivka (Krát-nô-hô-ríp-ka)[39][40][41], giao tranh cũng diễn ra tại làng Marinka (Ma-rin-ka) nơi Lực lượng Chechen (đặc nhiệm Akhmat) đang tham chiến.
- Ở hướng Svatove-Kreminna: Vào ngày 18 tháng 6, những cảnh quay định vị ủng hộ tuyên bố rằng Ukraine đã đạt được một số lợi ích hạn chế ở Berestove (Bê-rét-xtô-vê) và Rozdolivka (Rô-đô-líp-ka) gần Kreminna (Kờ-rem-ni-na) trước sự chống cự Lữ đoàn Lực lượng Đặc biệt Lực lượng Vệ binh Đặc biệt số 24 của Nga[37]. Giao tranh cũng diễn ra tại Svatove (Sờ-ta-tô-vê) mà ngày 23 tháng 6 năm 2023 có báo cáo rằng các lực lượng Ukraine đã ngăn chặn một cuộc tấn công của Nga nhằm vào Kupiansk (Ku-pi-an-xkơ) và Lyman (Li-man), trong trận chiến được mô tả là "rất ác liệt"[42], phương Tây tuyên bố rằng tuyên bố rằng Nga đã tập trung hơn 100.000 quân và hơn 900 xe tăng ở khu vực gần Kupiansk và Lyman[43][44].
- Ở hướng Orikhiv: Vào ngày 8 tháng 6 năm 2023, các lực lượng Ukraina đã tiến hành các cuộc phản công xung quanh thành phố Orikhiv (Ô-ri-khíp)[45]. Những cuộc tấn công diễn ra quyết liệt tại Polohy Raion của Zaporizhzhia, nơi các lực lượng Nga đã xây dựng tuyến phòng thủ Mala Tokmachka (Tô-mát). Các cuộc tấn công tập trung xung quanh các làng tiền tuyến ở làng Robotyne (Rô-bô-ti-nê) và Verbove (Vê-bô-vê), vào ngày 9 tháng 6 năm 2023, nhiều cuộc giao tranh đã được báo cáo ở vùng lân cận Orikhiv (Ô-ri-khíp)[46] với sự tham chiến của xe tăng Leopard và xe chiến đấu Bradley[47]. Zelensky đã chúc mừng các lực lượng Ukraine về chiến quả ở miền đông Ukraina[48] và lực lượng dự bị của Nga đã được tập hợp từ phía sau trong nỗ lực ngăn chặn những bước tiến này[49]. Đến ngày 10 tháng 6 năm 2023, các lực lượng Ukraina đã tiến xa hơn về phía tây Novopokrovka (Nô-vô-pô-krốp-ka) và tấn công vào Orikhiv[50].
- Ở hướng Donetsk-Zaporizhzhia: Trong ngày 4 tháng 6 năm 2023, Ukraina đã đạt được một số lợi thế chiến thuật ở phía tây Donetsk Oblast và phía đông tỉnh Zaporizhia gồm cả phía đông bắc Rivnopil (Ri-vnô-pin)[51] và tấn công vào Vuhledar (tiếp theo trận Vuhledar) và Velyka Novosilka (Vê-li-ka Nô-vô-xin-ka)[52]. Các lực lượng Ukraine đã tạo ra các vùng chiến sự ở Tây Nam Velika Novosyolka và Tây Bắc của Nam Storozhev (Xờ-tô-rô-zhép) thuộc Storozheveschshch[53]. Các lực lượng Nga đã rút lui khỏi các vị trí phía tây Storozheve. Vào ngày 10 tháng 6 năm 2023, các nguồn tin của Nga cho biết Ukraina đã tiến gần Neskuchne (Net-kut-nê) và vào ngày 11 tháng 6 năm 2023, các nguồn tin của Nga đã thông báo về việc Nga rút quân khỏi Neskuchne[54], phía Ukraine sau đó xác nhận rằng thành phố đã được giải phóng[55]. Cùng với Neskuchne, khu định cư của Makarivka (Ma-ka-ríp-ka) ở phía nam cũng bị tái chiếm[56].

ISW đánh giá rằng giao tranh đã chuyển hướng khỏi Orikhiv và nhắc lại tuyên bố về một cuộc tiến công dọc theo mặt trận Velyka Novosilka. Các lực lượng Nga ở Rivnopil (Ri-vnô-pin) đang phải đối mặt với sự bao vây chia cắt. Ramzan Kadyrov thông báo rằng lực lượng Kadyrovites của ông đã giao tranh với lực lượng Ukraina ở Makarivka (Ma-ka-ríp-ka). Vào ngày 24 tháng 6 năm 2023, thứ trưởng quốc phòng Maliar báo cáo rằng các lực lượng Ukraine đã giải phóng làng Rivnopil ở phía nam tỉnh Donetsk. Vào ngày 4 tháng 7 năm 2023, một nguồn tin của Nga tuyên bố rằng các lực lượng Ukraina đã tiến đến ngoại ô Pryiutne (Pờ-rít-tu-nê), một ngôi làng cách Velyka Novosilka 15 km về phía tây nam Ukraina cũng đã sử dụng bom chùm tại nơi này, đây là một trung tâm hậu cần của Nga, được sử dụng để tiếp tế cho tất cả các lực lượng Nga trên mặt trận Velyka Novosilka, nếu thất thủ, các lực lượng Nga sẽ buộc phải rút lui về Staromlynivka, bỏ lại một số ngôi làng. Bắt đầu từ ngày 16 tháng 7 năm 2023, đã xảy ra giao tranh ác liệt trong và xung quanh làng Staromaiorske (Sờ-ta-rô-mai-jo-xkê) đến ngày 26 tháng 7 năm 2023, các nguồn tin của Ukraina và Nga đều xác nhận rằng ngôi làng đã được lực lượng vũ trang Ukraine giải phóng.
- Ở hướng Melitopol: Vào ngày 9 tháng 6 năm 2023, các lực lượng Ukraine được ghi nhận đang tích cực hoạt động ở vùng lân cận Lobkove (Лобкове/Lốp-kô-vê). Quan chức Vladimir Rogov thông báo rằng ngôi làng Piatykhatky (Pia-ti-kha-ti) đã bị lực lượng Ukraine vây bọc[63] và hôm sau đã được xác nhận với những cảnh quay định vị[64]. Diễn biến chiến sự ở đây cũng chứng kiến những sự lục đục trong nội bộ phía Nga lúng túng trước áp lực tấn công[65].
- Mặt trận Dnieper: Vào đầu giờ ngày 16 tháng 6 năm 2023, nhiều blogger Nga tuyên bố rằng quân đội Ukraina đang tiến hành một cuộc đổ bộ lên tả ngạn sông Dnepr gần con đập Nova Kakhovka (Nô-va Ka-khốp-ka)[66], các lực lượng Ukraina đã cố gắng đổ bộ gần và chiếm Hola Prystan và Oleshky (Ô-lếch-ky), mặc dù hai khu định cư đã bị nhấn chìm hoàn toàn sau vụ đập Kakhovka bị vỡ, tiếng súng đã vang lên tại ở các thị trấn Tavriisk (Ta-vơ-ri-xkơ) và Sosny[67], vào ngày 26 tháng 6 năm 2023, các lực lượng Ukraine đã vượt sông Dnepr (Đơ-ni-ép) và chiếm được làng Dachi trong nỗ lực thiết lập một đầu cầu[68]. Vào ngày 23 tháng 7 năm 2023, các nguồn tin của Nga tuyên bố các lực lượng Ukraina đã chuẩn bị một cuộc tấn công thăm dò vào Hola Prystan, và thừa nhận cù lao Dachi và chân cầu Antonivsky nằm dưới sự kiểm soát của Ukraina[36].

## Thương vong
Các quan chức phương Tây đã cảnh báo về độ khó và độ dài dự kiến của cuộc phản công đối với Ukraina. Vào tháng 6 năm 2023, hai quan chức phương Tây và một quan chức quân sự cấp cao của Hoa Kỳ nói với CNN rằng các lực lượng Nga dường như tỏ ra "có năng lực" hơn so với những đánh giá dự kiến của phương Tây. Cùng tháng đó, Bộ trưởng Quốc phòng Hoa Kỳ Lloyd Austin và Chủ tịch Hội đồng Tham mưu trưởng Liên quân là Tướng Mark Milley cảnh báo rằng một cuộc chiến sẽ kéo dài và với cái giá đắt. Vào ngày 14 tháng 6, các quan chức phương Tây nói rằng Ukraina đã chịu thương vong đáng kể khi họ tiếp cận các tuyến phòng thủ chính của Nga và động viên rằng những tổn thất như vậy không phải là điều bất ngờ đối với các lực lượng khi tấn công. Vào ngày 18 tháng 6 năm 2023, Bộ Quốc phòng Anh bình luận rằng cả lực lượng Nga và Ukraine đều đang chịu thương vong nặng nề ở khu vực giao tranh phía nam, đồng thời nêu rõ thêm rằng thương vong của Nga là cao nhất kể từ đỉnh điểm về trận giao tranh tồi tệ nhất ở Bakhmut vào tháng 3 năm 2023. Vào ngày 15 tháng 7, Tờ Thời báo New York đã đăng một bài báo đưa ra mức tổn thất thiết bị của Ukraine lên tới 20% trong thời gian đầu của cuộc tấn công và buộc Ukraine phải thay đổi chiến thuật để tập trung hơn vào các cuộc tấn công tiêu hao bằng pháo binh và tên lửa nhằm vào các vị trí của Nga để giảm tỷ lệ tổn thất ước tính xuống khoảng 10%.